# Kia Koup
Der Kia Koup ist die Konzeptstudie eines Pkw-Modells des koreanischen Automobilherstellers Kia. Das zweitürige Sportcoupé wurde im März 2008 auf der New York International Auto Show vorgestellt. Entwickelt wurde der 2+2-Sitzer Koup im kalifornischen Designzentrum von Kia Motors Amerika in Irvine. 
Die Karosserie ist von verschiedenen Lichtkanten, LED-Scheinwerfern und einem geteilten Kühlergrill an der Front sowie einem Heckdiffusor aus kohlenstofffaserverstärktem Kunststoff und Doppelendrohren gekennzeichnet. Weiterhin hat die Studie verchromte 19-Zoll-Leichtmetallräder mit Kohlenstofffaser-Einlagen, eine Brembo-Bremsanlage mit gelochten Bremsscheiben und eine in den Kofferraumdeckel eingelassene Spoilerlippe. Ebenfalls gibt es ein zweigeteiltes Panoramaglasdach, dessen Mittelsteg eine Ambientebeleuchtung (Mood Light) für den Innenraum enthält. Das Fahrzeuginnere  ist mit einem Keyless-Entry-System zugänglich, in das auch ein Motorstartknopf integriert ist. Im Innenraum wird für die Sitzbezüge ein synthetisches Wildlederimitat namens Ultrasuede verwendet, der Fahrzeugboden ist mit Neopren ausgelegt. Das Sportlenkrad hat Schaltpaddel für den Gangwechsel und Tasten für das Infotainmentsystem. Letzteres besteht aus einer Audioanlage mit acht Lautsprechern, einer Bluetooth-fähigen Telematikeinheit und einem Map-On-Demand-Navigationssystem.

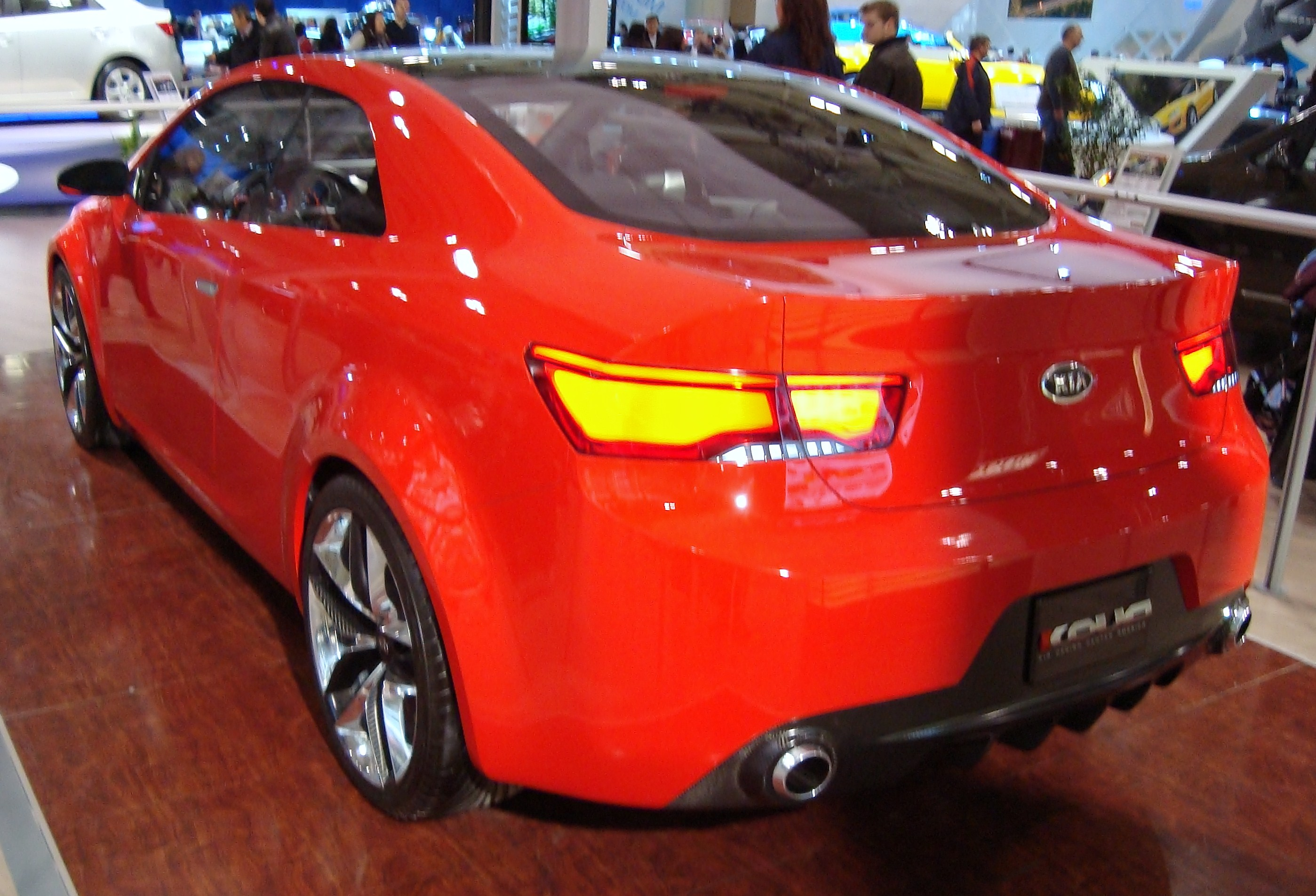
Heckansicht

Der per Twin-Scroll-Turbolader (mit zwei Einlaufspiralen) aufgeladene 2,0-Liter-Reihenottomotor mit vier Zylindern und Aluminiumgehäuse erreicht eine maximale Leistung von 213 kW (290 PS) und ein Drehmoment von 392 Nm zwischen 2000 und 4000 min−1. Der vorn eingebaute Motor überträgt seine Kraft durch ein sequenzielles Sechsstufen-Automatikgetriebe auf die Vorderräder. Die direkte Einspritzung (GDI -Gasoline Direct Injection) soll für verringerte Verbräuche und Schadstoffemissionen sorgen. Die Räder sind einzeln aufgehängt, vorn an MacPherson-Federbeinen mit Stabilisatoren und hinten an einer Mehrlenkerachse. Eine elektronische Dämpferkontrolle optimiert dabei die Federdämpfung je nach Fahrsituation. Weiterhin kommt eine geschwindigkeitsabhängig servounterstützte Zahnstangenlenkung zum Einsatz. 
Die Sicherheitsausstattung umfasst neben sechs Airbags eine Reifendruckkontrolle, eine elektronische Fahrwerksdämpfung, ein adaptives Kurvenlicht und eine Geschwindigkeitsregelanlage.